# اومن (فال)
اومن (omen) پدیده ای است که اعتقاد بر این است که آینده را پیش‌بینی می‌کند، که اغلب به معنای ظهور یک تغییر است. معمولاً در زمان‌های قدیم این باور وجود داشت، و امروزه نیز برخی معتقدند که فال پیام‌های الهی را از جانب خدایان به ارمغان می‌آورد.